# Lufingo
Lufingo ist ein Verwaltungsbezirk (Ward) des Distrikts Rungwe in der tansanischen Region Mbeya.

## Geografie
Lufingo liegt im Südwesten von Tansania und gehört zur Mittellandzone des Distrikts. Die Jahresniederschlagsmenge liegt zwischen 800 und 2200 Millimeter. Der wichtigste Fluss ist der Kiwira, der die Grenze im Südwesten bildet. Die Fläche des Bezirks umfasst 37 Quadratkilometer und bei der Volkszählung 2022 lebten hier 11.416 Menschen in 3063 Haushalten.

## Geschichte
Bei der Volkszählung 2002 wurden 16.689 Einwohner gezählt. Bis 2012 stieg die Bevölkerungszahl auf 17.166. Danach wurde Iponjola abgespalten und im Jahr 2022 lebten 11.416 Menschen im Bezirk.

## Gliederung
Der Bezirk besteht aus vier Gemeinden (Mtaa) mit 22 Orten (Kitongoji):
| Itete - Itete - Lufingo - Mbanganyigale - Bujonde - Kasanda | Kalalo - Igembe - Bujinga - Busango - Katumba - Kalalo | Kagwina - Lumbila - Masebe - Kandete - Soweto - Kagwina | Simike - Ibabu - Ipyana - Itebe - Kakuyu - Malibila - Majombo - Kasanga |

## Wirtschaft und Infrastruktur

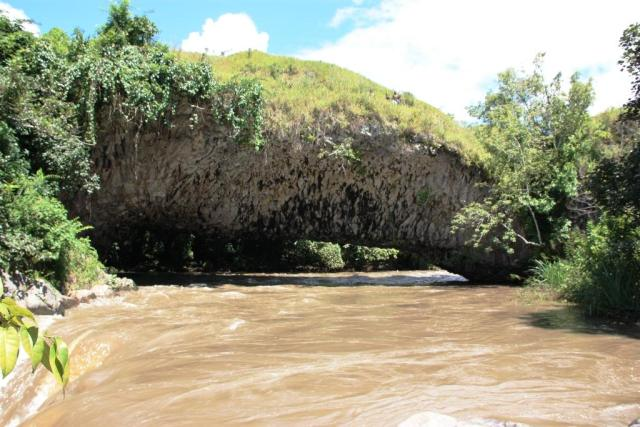
Natürliche Brücke „Daraja la Mungu“

- Landwirtschaft: Die weitaus größte Anbaufläche für Grundnahrungsmittel gab es mit 2509 Hektar für Kochbananen, gefolgt von Mais (415 ha) und Bohnen (239 ha, Stand 2015). Für den Verkauf wurden auf 100 Hektar Tee und auf 75 Hektar Kaffee kultiviert.[9]
- Gesundheit: Im Bezirk gibt es drei staatliche Apotheken, je eine in Lufingo,[10] Simike[11] und Ilalabwe.[12]
- Sehenswürdigkeit: Die natürliche Brücke Daraja la Mungu (Brücke Gottes) überspannt den Fluss Kiwira.[13]